# چسالتو
چسالتو (به ایتالیایی: Cessalto) یک کومونه در ایتالیا است که در استان ترویزو واقع شده‌است.

## خصوصیات
چسالتو ۲۸٫۱۹ کیلومترمربع مساحت و ۳٬۵۹۸ نفر جمعیت دارد و ۵ متر بالاتر از سطح دریا واقع شده‌است.